# 放屁幽默

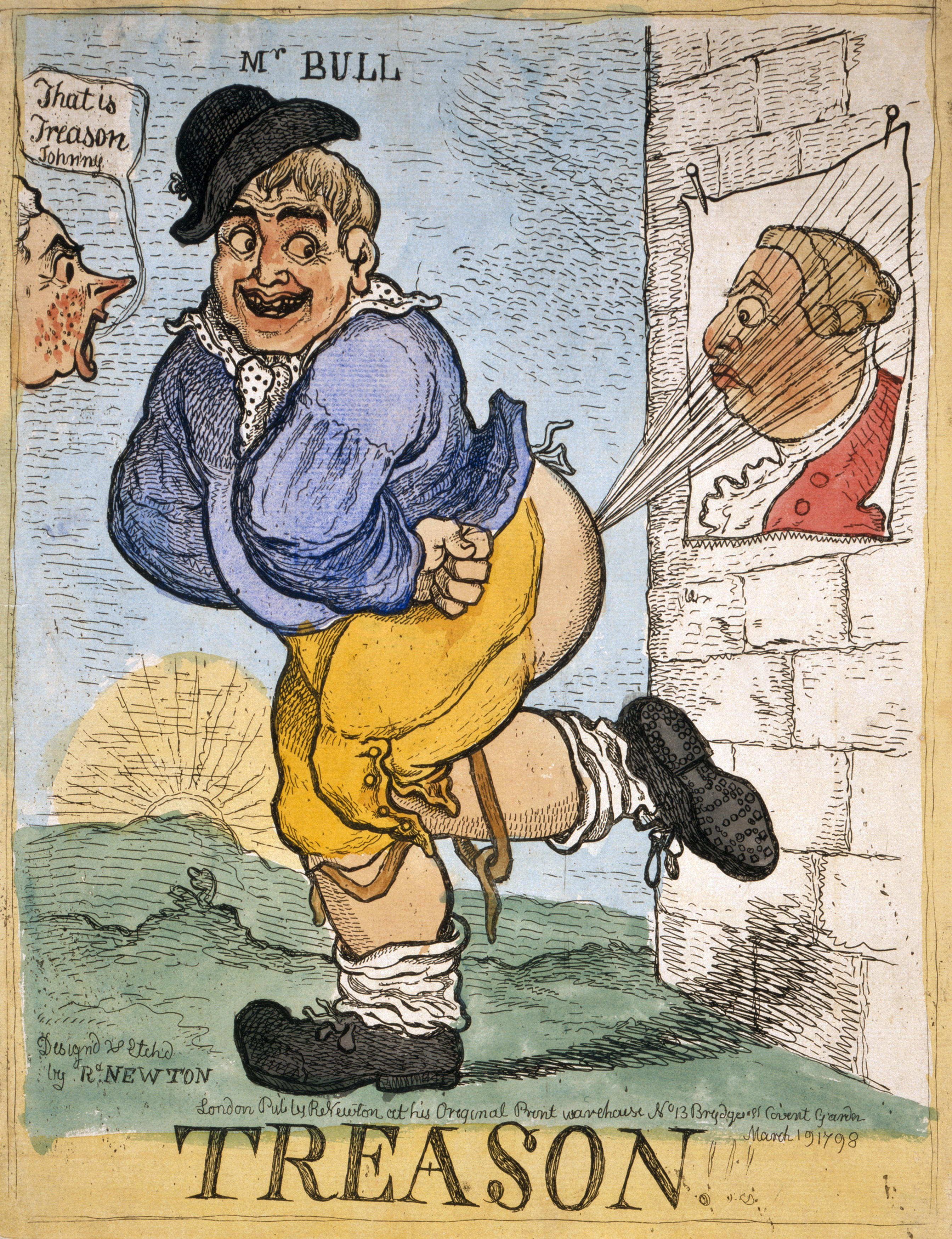

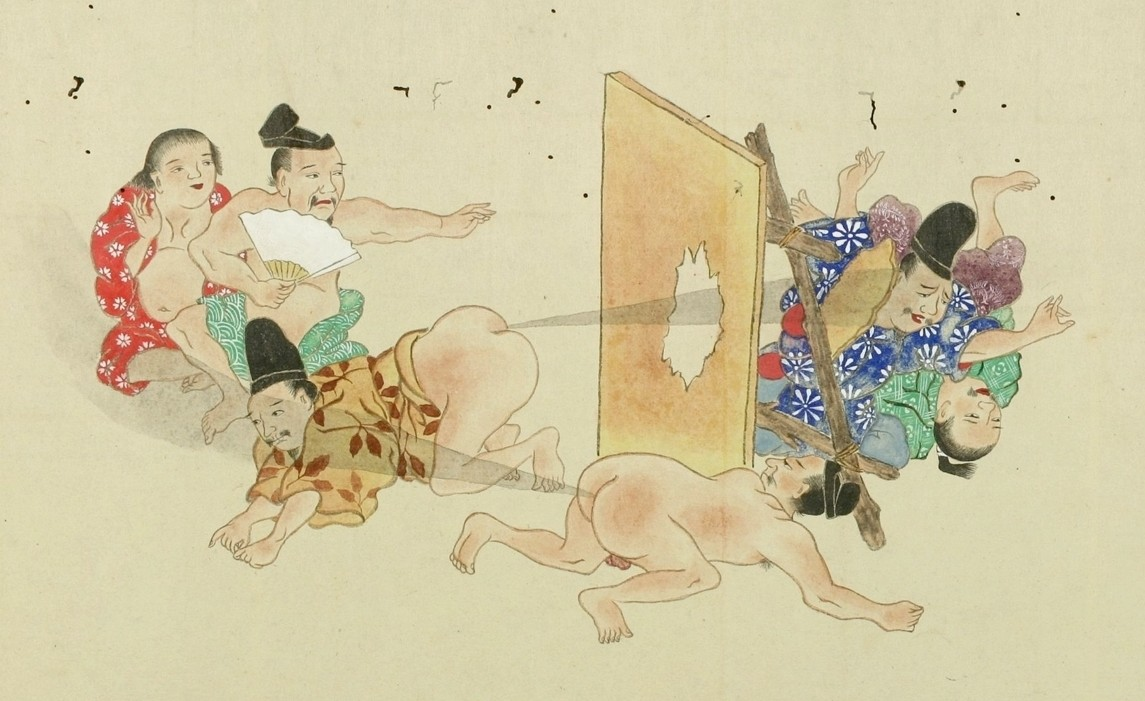

放屁幽默（英語：Flatulence humor），泛指任何類型的笑話、惡作劇手段或其他與腸胃氣脹有關的下流幽默。儘管公眾放屁被公認為不禮貌的行為，放屁幽默長久以來在不同的文化中都被認為是有趣的，但這樣的笑話很少被記錄下來。世上最古老而且有記錄的笑話是來自蘇美爾人的腸胃脹氣笑話，其歷史可以追溯到公元前1900年 。

## 中世紀脹氣藝術品畫廊
這些圖像來自 13 世紀和 14 世紀的歐洲中世紀手稿。

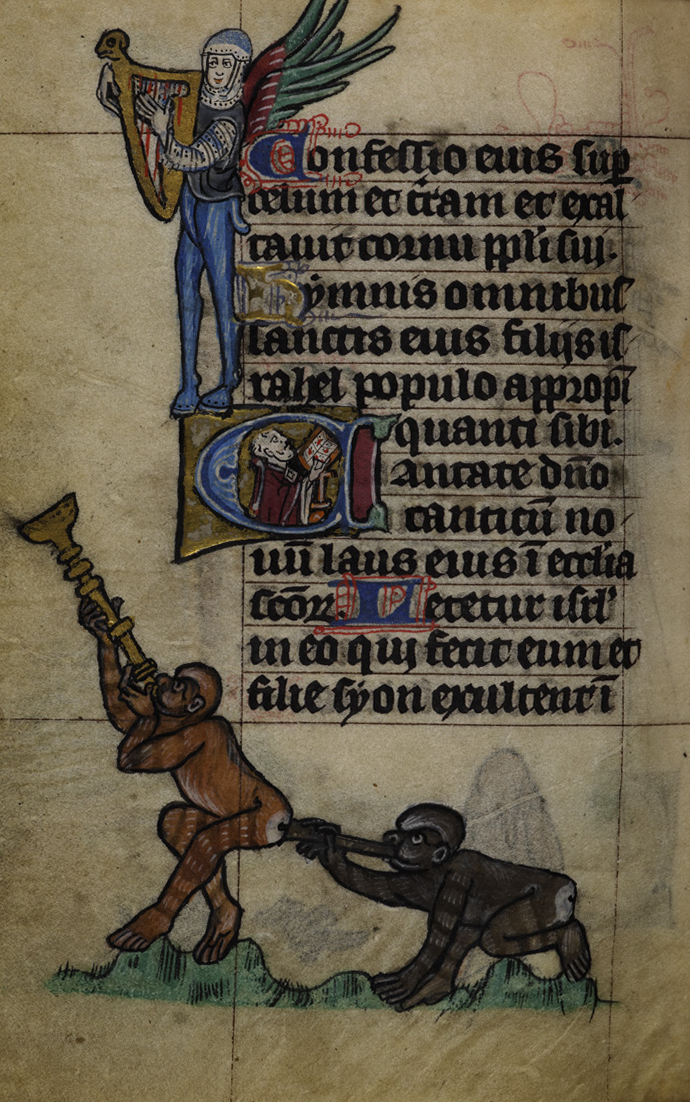
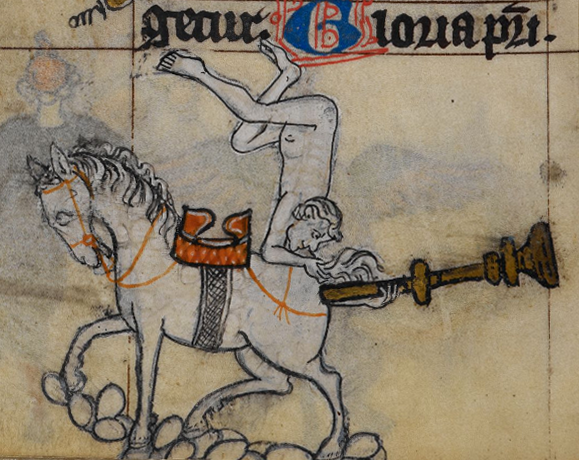
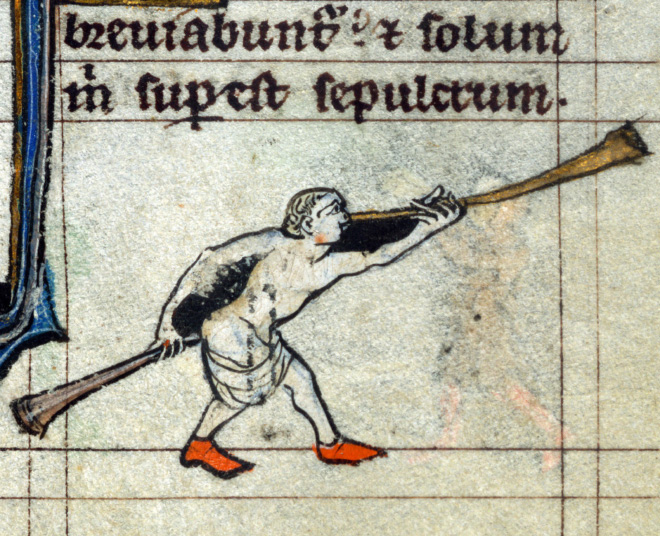
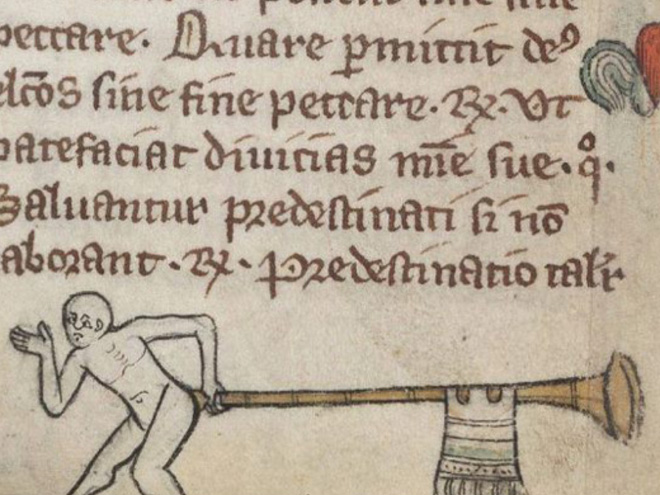
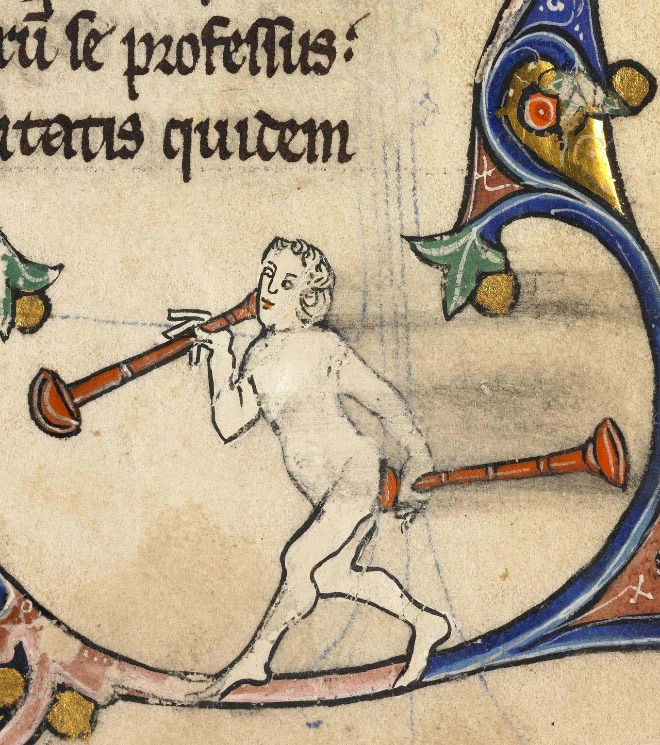
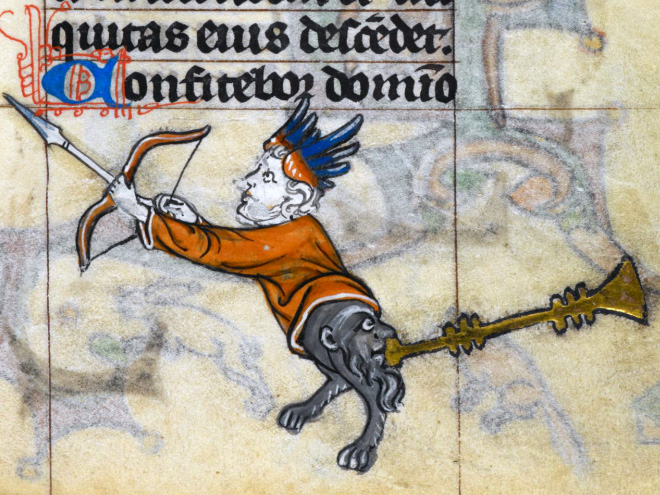
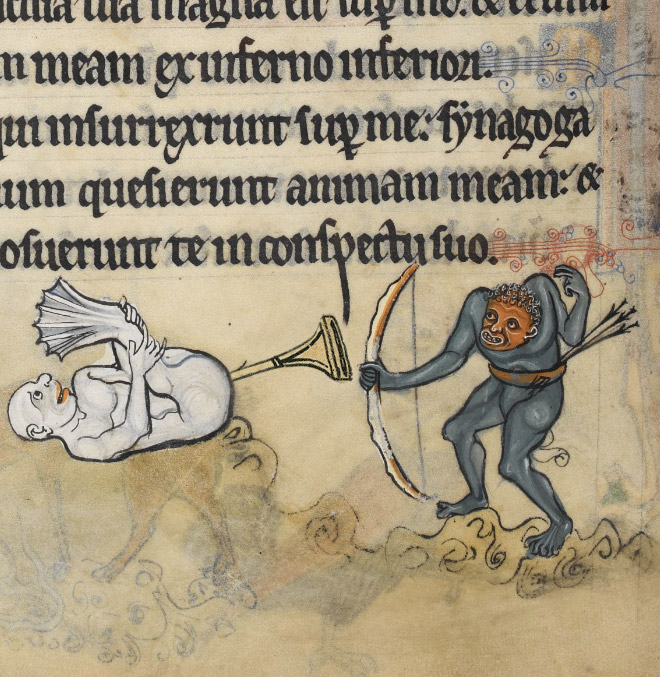